# Xã Jefferson, Quận Wayne, Iowa
Xã Jefferson (tiếng Anh: Jefferson Township) là một xã thuộc quận Wayne, tiểu bang Iowa, Hoa Kỳ. Năm 2010, dân số của xã này là 152 người.